# Nathan Söderblom
Lars Olof Jonathan Söderblom ([ˈnɑːtan ˈsøːdɛrblʊm]), švedski duhovnik, nadškof Uppsale, nobelovec, * 15. januar 1866, † 12. julij 1931, Uppsala, Švedska. 

## Življenje
Söderblom je bil rojen na vasi Trönö, sedaj občine Söderhamn, okrožja Gävleborg. Njegov oče je bil duhovnik, predan kristjan z močno osebno vero. Vpisal se je v univerzo v Uppsali leta 1883. Sprva neprepričan v smer študija, je nato nadaljeval po očetovih stopinjah. Po vrnitvi iz potovanja po ZDA je bil imenovan za duhovnika leta 1893.
V letih 1892−1893 je Söderblom podpredsednik in nato predsednik študentske zveze Uppsala.
Leta 1912 postane profesor teologije na univerzi Leipzig. Že leta 1914 je izvoljen tudi na položaj nadškofa Uppsale, vodje luteranske cerkve na Švedskem. Med prvo svetovno vojno je pozival vse krščanske voditelje k delu za mir in pravičnost. Verjel je, da ima cerkvena enotnost namen ponuditi veselo novico sporočil o Jezusu Kristusu, sporočila Nove zaveze pa so pomembna za družbeno življenje. Njegovo vodenje krščanskega gibanja (ekumenski svet Cerkva) "Življenje in delo" v dvajsetih letih 20.stoletja je privedlo, da je prepoznan po svetu kot eden prvih ustanovnih voditeljev ekumenskega gibanja. Vodil je pomembno svetovno ekumensko konferenco "Življenja in dela" v Stockholmu.
Bil je duhovnik v cerkvi, v katero je hodil tudi sam Alfred Nobel, leta 1930 pa je bil tudi nagrajenec Nobelove nagrade za mir za njegova ekumenska prizadevanja.
Po njegovi smrti leta 1931 v Uppsali so njegovo truplo pokopali v tamkajšnji katedrali.